# Mangifera caesia
Espèce
Synonymes
- Mangifera taipa Buch.-Ham.[2]

Statut de conservation UICN

 NT  : Quasi menacé
Mangifera caesia est une espèce de plantes du genre Mangifera de la famille des Anacardiaceae.